# Poa talamancae
Poa talamancae là một loài cỏ trong họ hòa thảo, thuộc chi poa.